# Вера Белогрлић
Вера Белогрлић (Крушевац, 11. април 1926 — Београд, 8. јун 2015) била је српска редитељка телевизијских филмова и серија, првенствено намењених деци. Најшира публика памти је као коаутора чувене телевизијске серије за децу „На слово, на слово”. За тај пројекат добила је и Стеријину награду за драматургију 1970. године.
Вера Бјелогрлић је рођена 11. априла 1926. године у Крушевцу. Завршила је Академију за позориште, филм и радио у Београду. Поред рада на представама за децу, као и плоча за децу у издању ПГП РТС, била је ангажована као председник Дома пионира и Оснивачког одбора „Радост Европе”, члан савета позоришта „Душко Радовић”, „Политикиног Забавника”...
Преминула је 8. јуна 2015. године у Београду.

## Филмографија
| Год.       | Назив                  | Жанр           | Награда |
| ---------- | ---------------------- | -------------- | ------- |
| 1961.      | Ен ден динус           | ТВ серија      |         |
| 1962.      | Градић весељак         | ТВ серија      |         |
| 1963.      | Капетан Смело срце     | ТВ филм        |         |
| 1963—1964. | На слово, на слово     | ТВ серија      |         |
| 1965.      | Хиљаду зашто?          | ТВ серија      |         |
| 1967.      | Височка хроника        | ТВ серија      |         |
| 1968.      | Првокласни хаос        | Мини ТВ серија |         |
| 1970.      | Тристан и Изолда       | ТВ филм        |         |
| 1971.      | С ванглом у свет       | ТВ серија      |         |
| 1971.      | На слово, на слово     | ТВ серија      |         |
| 1972.      | Један ујак Хојан       | ТВ филм        |         |
| 1973.      | Црвена башта           | ТВ филм        |         |
| 1973.      | Дечак на бициклу       | ТВ филм        |         |
| 1973.      | Велики проналазач      | ТВ серија      |         |
| 1973.      | Личност којој се дивим | ТВ филм        |         |
| 1973.      | Јунак мог детињства    | Мини ТВ серија |         |
| 1977.      | Усијане главе          | ТВ серија      |         |
| 1981.      | Наши песници           | ТВ серија      |         |
| 1984.      | Седефна ружа           | ТВ серија      |         |